# Santana (Amapá)
Santana é um município brasileiro no estado do Amapá, Região Norte do país. Santana tem uma conurbação com o município de Macapá, a capital do estado, formando a Região Metropolitana de Macapá. As duas totalizam quase 630 mil habitantes em 2018.
É o segundo município mais populoso do estado, com cerca de 120 mil habitantes, conforme estatísticas de 2018 do Instituto Brasileiro de Geografia e Estatística (IBGE). É conhecida por Cidade-Porto do Amapá por sediar o principal porto do estado do Amapá.

## História
A história do município de Santana teve início do agrupamento populacional na Ilha de Santana, localizada em frente, à margem esquerda do rio Amazonas, em 1753. Os primeiros habitantes eram moradores portugueses e mestiços vindos do Pará, além de indígenas Tucuju vindos de aldeamentos originários do Rio Negro e comandados pelo português Francisco Portilho de Melo. Contrabandista de pedras preciosas e escravos, Portilho (ou Portillo) evadiu-se para esta região fugindo das autoridades fiscais paraenses em razão do comércio clandestino de escravos e metais.
Santana em muitos aspectos aproxima-se do que ocorrera com a cidade de Macapá, no momento em que o Governador do  Estado do Grão-Pará e Maranhão (Capitão-General Francisco Xavier de Mendonça Furtado), fundou a Vila de São José de Macapá no dia 4 de fevereiro de 1758. Prosseguiu viagem para a Capitania de São José do Rio Negro e deparou-se com a Ilha de Santana, situada na margem esquerda do Rio Amazonas, elevando-a à categoria de povoado.
Em 31 de agosto de 1981, Santana é elevada a categoria de Distrito de Macapá, através da Lei nº 153/81-PMM, sendo o distrito instalado oficialmente em 1 de janeiro de 1982, e o pioneiro Francisco Correa Nobre como o primeiro Agente Distrital. Santana foi elevada à categoria de município através do Decreto-lei nº 7639 de 17 de dezembro de 1987. Através do Decreto (P) nº 0894 de 1 de julho de 1988, o Governador Jorge Nova da Costa nomeia o professor Heitor de Azevedo Picanço, para exercer o cargo de Prefeito Interino, que estruturou a administração pública municipal, criando condições para o futuro prefeito que seria eleito diretamente pelo povo em 15 de novembro de 1988, Rosemiro Rocha Freires.

## Geografia
Santana, de acordo com a divisão do Instituto Brasileiro de Geografia e Estatística vigente desde 2017, pertencia às Regiões Geográficas Intermediária e Imediata de Macapá. Até então, com a vigência das divisões em microrregiões e mesorregiões, o município fazia parte da microrregião de Macapá, que por sua vez estava incluída na mesorregião do Sul do Amapá.
Localizada na desembocadura do Rio Amazonas e na região centro-sul do estado, Santana é o menor município do Amapá em área territorial. A área do município é menor inclusive que a da capital Macapá (cerca de um quarto deste, a qual é conurbana e a distância entre o centro de ambas é de 30 km), possuindo 1 541,22 km².
Seus limites são Macapá (a nordeste), a foz do Rio Amazonas (a sudeste) e Mazagão (a sudoeste).

### Distâncias
Santana está situado a:
- 30 km de Macapá
- 282 km de Laranjal do Jari
- 587 km de Oiapoque
- 336 km de Belém (linha reta)
- 1 785 km de Brasília (linha reta)
- 2 657 km de São Paulo (linha reta)
- 2 685 km do Rio de Janeiro (linha reta)

### Vegetação
No município são cinco as vegetações predominantes: cerrado, floresta tropical densa, área alagada, floresta de várzea e tensão ecológica.

### Hidrografia
Há no município vários rios e igarapés, e os mais importantes são o rio Amazonas, rio Matapi, rio Maruanum, rio Tributário, rio Piaçacá, rio Vila Nova, Igarapé do Lago e Igarapé Fortaleza.

### Clima
O clima em Santana é tropical. Segundo a Köppen e Geiger a classificação do clima é Am. Santana tem uma temperatura média de 27,1 °C.
Em Santana na maioria dos meses do ano existe uma pluviosidade significativa. Só existe uma curta época seca e não é muito eficaz. A pluviosidade média anual é 2 465 mm.

## População
A população de Santana é de uma cidade média, ou seja, acima de 100 mil habitantes. Segundo o Censo de 2010 a população de Santana era de 101.262 habitantes. 
Atualmente, Santana possui de acordo com estimativas do IBGE 119 610 habitantes e 77,61 hab/km² e atualmente é o 276º município brasileiro mais populoso e o 2º maior município estadual em população, estando atrás da capital do estado.
Evolução demográfica de Santana

## Política
Com a Constituição de 1988 ficou determinado a Santana um novo perfil a política local, que obtém mais verbas do governo federal e adquire mais responsabilidades na saúde, educação e segurança. Segundo o CAGED, há no total 8 estabelecimentos do setor público atuando na cidade, onde trabalham 2.864 servidores (densidade de 2,6 servidores para cada 100 habitantes).

### Indicadores
O Índice Firjan de Gestão Fiscal (IFGF) é um indicador que tem como objetivo medir o grau de responsabilidade administrativa por meio de indicadores que mostram o grau de evolução das políticas de recursos públicos e gestão fiscal dos municípios brasileiros. A leitura do IFGF varia entre 0 (gestão ruim) e 1 (gestão perfeita) e Santana atingiu o índice IFGF de 0.2781 em 2013 (4586º no país e 6º no estado). Já pelo Ranking de Eﬁciência dos Municípios – Folha (ou REM-F), que tem a finalidade de medir o grau de eficiência dos municípios brasileiros e vai de 0 (ineficiente) a 1 (eficiente), atestou que Santana atingiu índice de 0,348 (índice considerado ineficiente), colocando a cidade em 4.656º lugar no Brasil.

### Símbolos
Os símbolos do município de Santana são a bandeira, o brasão e o hino.

### Poder legislativo
No legislativo possui 15 vereadores. e é representado pela Câmara de Santana.

### Poder executivo
É representado pela Prefeitura de Santana. O prefeito atual é Bala Rocha, do PP, eleito em 2020 para a gestão 2021-2024.

### Poder judiciário
No judiciário Santana é uma comarca da Justiça Estadual e conta com um fórum. Possui as seguintes varas: 
- 3 Varas Cíveis de Competência Geral
- 2 Varas Criminais de Competência Geral
- 1 Vara de Infância e Juventude
- 1 Vara de Juizado Especial Cível e Criminal
- 1 Vara de Violência Doméstica por instalar

## Esportes
Na cidade há o Estádio Augusto Antunes. Também há a Vila Olímpica, além do Ginásio Poliesportivo de Santana.

## Economia
O município de Santana, segundo dados do IBGE, tinha em 2016 o Produto Interno Bruto de cerca de R$ 1 809 277 000,00 e o PIB per capita era de R$ 15 891,21.  Possui o segundo maior Produto interno bruto (PIB) dentre os municípios do Amapá, sendo superado apenas pela capital estadual, estando caracterizada também como a 448ª maior economia do Brasil. 
Santana, segundo o Cadastro Geral de Empregados e Desempregados (CAGED), possui no total 1.548 empresas. E segundo o Empresômetro esse número é ainda maior, totaliza mais de 4.800 empresas atuantes.

### Setor primário
Nesse setor é comandado pela criação de gados bovino, bubalino e suíno, além da atividade pesqueira e a extração da madeira, além da venda de produtos tipicamente nortistas (madeira e açaí), que contribuem também para o desenvolvimento econômico de Santana. No setor primário do município há um total de 14 empresas segundo o CAGED.

### Setor secundário
Santana mantém sob o seu domínio o Distrito Industrial de Santana, cujo parque sofre constante ampliação. Entretanto, funcionam as empresas Flórida e Equador, e também as empresas Reama (que industrializa a Coca-Cola no Estado) e Amcel (responsável pela plantação de pinhos e eucalipto), dentre outras. Segundo o Caged, totalizam 119 estabelecimentos (sendo 116 industriais e 3 extrativos) atuando na cidade.

### Setor terciário
O comércio (incluindo a Área de Livre Comércio de Macapá e Santana - ALCMS) e os serviços contribuem economicamente. Segundo o CAGED, há no total 1.407 estabelecimentos de setor terciário atuando na cidade, sendo:
- 824 de comércio (sendo 766 varejista e 58 atacadista)
- 486 de serviços
- 89 de construção civil
- 8 de serviços industriais de utilidade pública

## Turismo e lazer
Na Ilha de Santana, que fica do outro lado da cidade, se encontra o Balneário Recanto da Aldeia, lugar bastante frequentado nos finais de semana.
No centro de Santana também há a Praça Cívica que ao seu redor conta com pequenos restaurantes e pizzarias, além de também ser de frente para a Igreja de Nossa Senhora de Fátima e Sant'Ana, além disso há o templo Sede da Assembleia de Deus.

## Cultura
A cultura de Santana é vibrante e diversa, marcada por eventos que refletem a forte religiosidade e a riqueza das tradições populares. O Círio de Nossa Senhora de Nazaré é um dos momentos mais esperados do calendário religioso da cidade, reunindo cerca de 50 mil pessoas no terceiro domingo de outubro. Para não coincidir com os tradicionais Círios de Belém e Macapá, realizados no segundo domingo do mês, a procissão em Santana carrega devoção e emoção, unindo fiéis em um espetáculo de fé que toma conta das ruas, enquanto flores, promessas e preces ecoam pela cidade.
Outro destaque é a Festividade em honra a Sant’Ana, padroeira da cidade, celebrada no dia 27 de julho. Esta festa, assim como o "Santana na Roça" durante o período junino, são sinônimos de animação e tradição. Desde 1994, o Forrozão do Tio Gigante agita o mês de junho até o início de julho, com danças, cores e música que simbolizam a identidade cultural local. Grandes grupos juninos, como Constelação Junina, Estrela Santanense, Minha Deusa e Fogo na Roça, transformam as festividades em uma verdadeira competição de talento e criatividade, cativando o público com coreografias impecáveis e figurinos deslumbrantes. No início do ano, o Divino Espírito Santo em 2 de janeiro e realizados em 29 de junho os festejos em louvor à Mãe de Deus, mantendo vivas as tradições religiosas que conectam a comunidade.
A dança, outro elemento vital da cultura santanense, brilha durante todo o ano. Grupos como a Companhia de Dança Encanto Norte, que une o tradicional e o contemporâneo, e a Companhia de Dança On Dance, que oferece uma miscelânea de ritmos, promovem espetáculos que encantam públicos de todas as idades. Não podemos esquecer o Grupo de Dança Amigos da Toada Santana, que mantém viva a essência da dança indígena e o boi-bumbá, com sua defesa apaixonada do Garantido. Além desses, grupos como Xamã e Step Dance adicionam camadas à cena cultural de Santana, oferecendo desde danças folclóricas até performances modernas.
No campo das artes cênicas, o Cine Teatro Municipal Silvio Romero é um verdadeiro símbolo cultural. Inaugurado em homenagem ao artista santanense Silvio Romero, falecido em 2011, o teatro ocupa uma área de mais de 2 mil metros quadrados e é um espaço fundamental para a promoção das artes na cidade. Com capacidade para 500 espectadores e infraestrutura moderna, o teatro se tornou palco de diversas apresentações artísticas, oficinas e eventos comunitários, contribuindo para o fortalecimento da cultura local. Além disso, o Cine Teatro oferece um ambiente acessível e inclusivo, com áreas projetadas para garantir o conforto de todos os visitantes.
Em Santana, a cultura é um elo que une gerações e histórias, refletindo a pluralidade de uma comunidade que, ano após ano, transforma eventos tradicionais em grandes celebrações da identidade local.
O Cine Teatro Municipal Silvio Romero é um espaço cultural localizado na Rua General Ubaldo Figueira, no bairro Nova Brasília, na cidade de Santana, Amapá. O teatro foi construído em homenagem ao artista santanense Silvio Romero, que faleceu em 2011 em um acidente de trânsito. Matéria

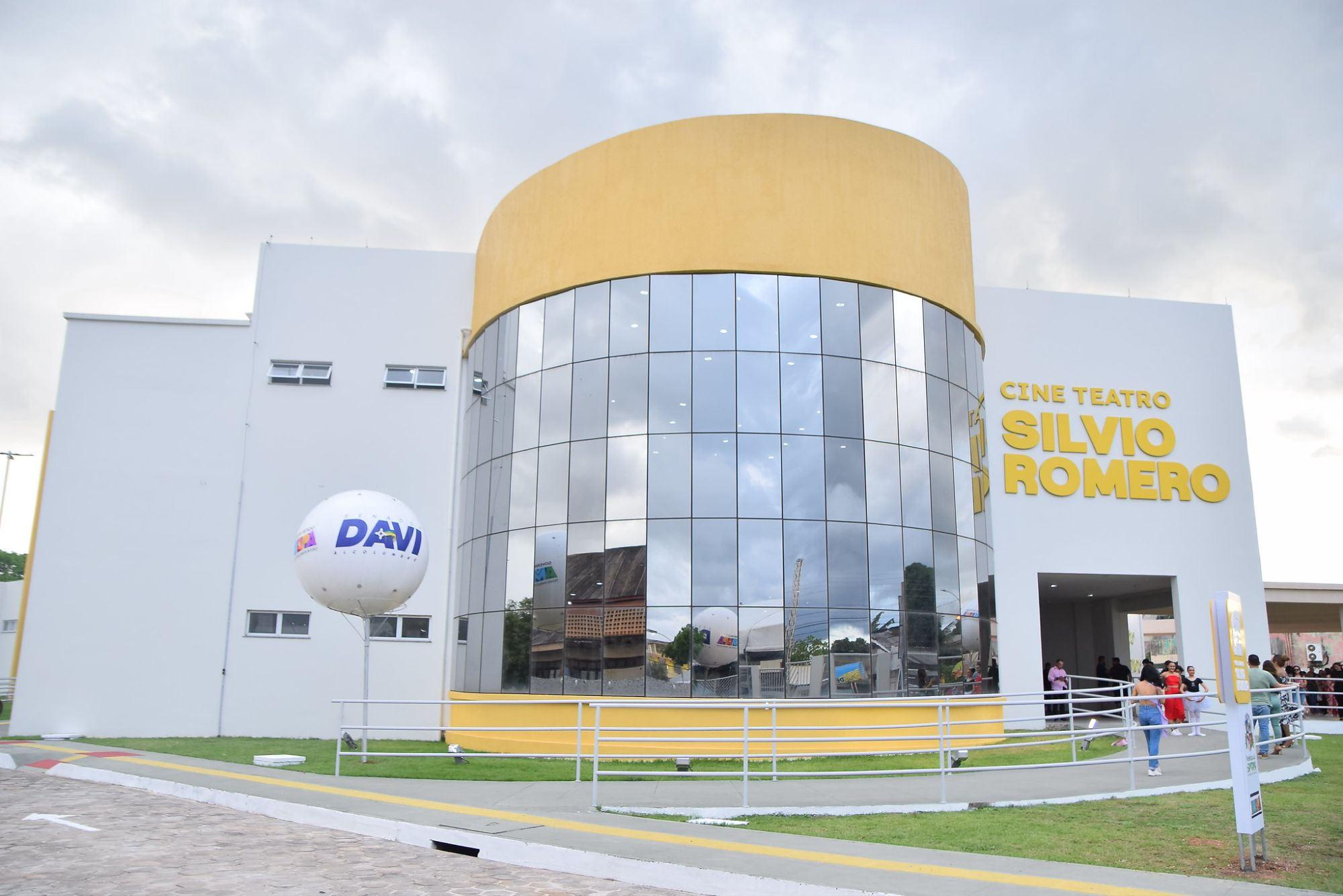
Cine Teatro Silvio Romero

Com uma área de mais de 2 mil metros quadrados e um custo estimado de R$ 6 milhões, o projeto foi financiado através de emendas parlamentares do senador Davi Alcolumbre, em parceria com a Prefeitura de Santana. O teatro possui uma capacidade para acomodar 500 pessoas em seu salão principal, além de contar com um palco de 180 metros quadrados. Há também uma sala menor, com 80 lugares e um palco dedicado a apresentações mais íntimas.
O prédio foi projetado para garantir acessibilidade, com rampas e elevadores que permitem o acesso a pessoas com mobilidade reduzida tanto no pavimento térreo quanto no superior. A estrutura inclui, ainda, uma sala de convenções, espaços para oficinas de teatro, música e arte, uma sala de leitura, área de espera, camarins masculino e feminino, bilheteria e videoteca. Além disso, dispõe de salas para administração, coordenação, secretaria, depósito e copa, oferecendo assim um ambiente completo para diversas atividades culturais.

## Urbanização
A zona urbana de Santana se divide em duas partes. A primeira e mais antiga se localiza na Ilha de Santana e a outra no continente, onde se localiza grande parte dos moradores. Entre ambas não há ligação por rodovias, apesar de serem bem próximas. A área urbana, de 24,536 km², é a segunda maior do Amapá e praticamente se conurba com a da capital.

### Bairros
| Bairro               | População |
| -------------------- | --------- |
| Paraíso              | 17.434    |
| Bairro dos Remédios  | 12.607    |
| Fonte Nova           | 12.005    |
| Central              | 9.923     |
| Comercial            | 8.575     |
| Hospitalidade        | 8.533     |
| Nova Brasília        | 6.407     |
| Provedor             | 5.269     |
| Elesbão              | 4.737     |
| Igarapé de Fortaleza | 4.122     |
| Novo Horizonte       | 3.095     |
| Vila Amazonas        | 1.317     |
| Daniel               | 1.060     |
| Outros bairros       | 6.178     |

### Comunicação
O município possui representação dos Correios, linha telefônica fixa normal, linha celular, emissoras de rádio e emissora de TV 

### Saúde
Na saúde, existe dois hospitais:
- Hospital Estadual de Santana
- Hospital Vila Amazonas

Alem de 5 UBS
- Policlinica Maria Tadeu
- Unidade Basica de Saúde das laranjeiras
- Unidade Basica de Saúde Dr. Iacy Alcântara
- Posto de Saúde Antônio Sirieiro
- Unidade Basica de Saúde Piçarreira

### Educação
Existem no município 36 escolas de ensino fundamental e 3 de ensino médio, que são a Escola Estadual João Rogélio, Escola Estadual José Vieira Sales Guerra e a Escola Estadual Castelo Branco.
Dentre os projetos do Plano de Desenvolvimento da Educação, vinculado ao Ministério da Educação, executado pelo INEP, Instituto Nacional de Estudos e Pesquisas Educacionais Anísio Teixeira, na Região Norte, Estado do Amapá, as Escolas Públicas Urbanas estabelecidas de Santana obtiveram os seguintes IDEB (Índice de Desenvolvimento da Educação Básica), em 2005:
| IDEB, escola e ranking estadual | IDEB, escola e ranking estadual                         | IDEB, escola e ranking estadual |
| ------------------------------- | ------------------------------------------------------- | ------------------------------- |
| Nota                            | Escola                                                  | Ranking                         |
| 3,8                             | Escola estadual São Bento                               | 11º                             |
| 3,8                             | Escola estadual São Paulo                               | 12º                             |
| 3,7                             | Escola estadual Professora Joanira Del Castilo          | 19º                             |
| 3,6                             | Escola estadual Everaldo da S. Vasconcelos Júnior       | 33º                             |
| 3,6                             | Escola municipal Professor Maria Ilnah de Souza Almeida | 34º                             |
| 3,4                             | Escola municipal Amazonas                               | 54º                             |
| 3,4                             | Escola municipal Professora Gentila Anselmo Nobre       | 55º                             |
| 3,3                             | Escola estadual São Benedito                            | 64º                             |
| 3,3                             | Escola estadual São João                                | 65º                             |
| 3,3                             | Escola municipal Padre Angelo Biraghi                   | 66º                             |
| 3,2                             | Escola estadual Fonte Nova                              | 77º                             |
| 3,2                             | Escola estadual Novo Horizonte                          | 78º                             |
| 3,2                             | Escola municipal Iranilde de Araújo Ferreira            | 79º                             |
| 3,1                             | Escola estadual Almirante Barroso                       | 92º                             |
| 3,1                             | Escola estadual Padre Simão Corridori                   | 93º                             |
| 3,0                             | Escola estadual Professora Denise de Melo Vasconcelos   | 105º                            |
| 3,0                             | Escola estadual Professora Izanete Victor dos Santos    | 106º                            |
| 3,0                             | Escola estadual Professor José Ribamar Pestana          | 107                             |
| 3,0                             | Escola estadual Professor Waldecy Correa Ferreira       | 108º                            |
| 2,9                             | Escola municipal Padre Fulvio Giulliano                 | 117º                            |
| 2,7                             | Escola estadual Professor Afonso Arinos                 | 124º                            |
| 2,4                             | Escola estadual Ana Dias da Costa                       | 130º                            |
| 2,1                             | Escola municipal Piauí                                  | 137º                            |

### Abastecimento
Conta com um sistema de rede de distribuição de água. 
A energia elétrica é distribuída pela Companhia de Eletricidade do Amapá (CEA).

### Segurança
Abaixo as delegacias e órgãos de segurança da cidade.
- 11° Batalhão de Polícia Militar
- Delegacia de Polícia Civil
- Delegacia Civil de Crime Contra a Mulher
- Delegacia Civil da Infância e Juventude
- 13° Batalhão de Polícia Militar (Batalhão Ambiental)

### Transporte

#### Aéreo
Por Santana se localizar praticamente conturbada com a capital, onde se localiza o Aeroporto Internacional de Macapá, a população de Santana acaba fazendo uso deste para transporte aéreo.

#### Fluvial
Para as localidades vizinhas, as vias de acesso são feitas através dos transportes fluviais através do Porto de Santana, principal porto do estado.
Ao Estado do Pará (por Almeirim) dá-se através de embarcações conhecidas na região por catraias. Para algumas cidades, pode ser feito através de barcos com uma duração média de 16 horas.

#### Terrestre
Já é possível fazer trajeto por via rodoviária e a principal estrada federal que passa no município é a BR-156, que é grande parte asfaltada, mas tem muitos buracos e nem todo trajeto é pavimentado. Na cidade há o Terminal Rodoviário de Santana, com horário direto para Macapá, Laranjal do Jari, Mazagão, Porto Grande e Oiapoque.
O transporte urbano é feito por empresas de ônibus atendendo a toda zona urbana.